# Otto Ludvig af Salm
Otto Ludvig greve af Salm (født d. 13. oktober 1597, død i 1634). Hans slægt kaldte sig Wild- og Rhingrever.
Otto Ludvigs plads i Danmarks historie skyldes hans forhold til Christian 4.s hustru (til venstre hånd) Kirsten Munk. Bekendtskabet begyndte i 1627, da han var indkvarteret på Dalum kloster på Fyn og fortsatte i 1628 dels på Dalum, dels i København og på Kronborg, og var angiveligt skamløst. Forholdet blev hovedårsagen til Christian 4.s brud med Kirsten Munk, om end Otto Ludvig – der forlod landet senest i oktober 1628 – ikke kunne være far til Kirsten Munks datter Dorothea Elisabeth (den kasserede frøken), der fødtes 1. september 1629.